# دومین دوره مشروطه در امپراتوری عثمانی
دومین دوره مشروطه در امپراتوری عثمانی (ترکی عثمانی: ایکنجی مشروطیت دوری) دوره حکومت مجدد پارلمانی در امپراتوری عثمانی بین انقلاب ترکان جوان در ۱۹۰۸ و انحلال مجمع عمومی در ۱۹۲۰، در طول سال‌های فروپاشی امپراتوری عثمانی بود.